# Antonín Václav Šourek
Antonín Václav Šourek (3. června 1857, Písek – 20. února 1926, Sofie) byl český matematik, jeden ze zakladatelů moderní matematiky v Bulharsku (modernizované po mírové smlouvě ze San Stefana).

## Život
Antonín Šourek absolvoval v roce 1876 reálku v rodném Písku. V letech 1876-1878 studoval na vídeňské Technické univerzitě, kde navštěvoval přednášky z matematiky, fyziky a deskriptivní geometrie. Byl žákem mj. českého matematika Emila Weyra.
Poté Šourek odešel studovat na pražské ČVUT, kde si prohloubil své nabyté znalosti a v roce 1880 složil zkoušku osvědčující učitelskou způsobilost v matematice a deskriptivní geometrii.
V témže roce následně odešel do Bulharska, kde se v září stal učitelem matematiky na reálné škole ve Slivenu. O rok později byl přeložen do Plovdivu, kde se seznámil Češkou Františkou Söhnlerovou, ředitelkou tamní dívčí školy, s níž se roku 1883 oženil.
V roce 1890 se manželé přestěhovali do Sofie, kde Antonín pokračoval ve vyučování a téměř současně byl jmenován mimořádným profesorem na Sofijské univerzitě (založené v říjnu 1888). Nakonec v roce 1893 rezignoval na post učitele na reálce a věnoval se pouze univerzitní činnosti. V roce 1898 jmenován řádným profesorem.
V roce 1904 byl pozván jako řečník na Mezinárodní kongres matematiků v Heidelbergu. Od roku 1893 byl také profesorem deskriptivní geometrie na Vojenské akademii v Sofii, v letech 1895 až 1912 přednášel perspektivu na malířské akademii v Sofii.
Ze zdravotních důvodu rezignovat v roce 1914 na profesuru na univerzitě v Sofii a odcestoval do Říma, kde se stal neplaceným tajemníkem vojenského atašé. Začátkem roku 1916 odešel do Bernu, kde se angažoval v pomoci bulharským válečným zajatcům. Roku 1919 zemřela jeho manželka Františka. Po skončení války se vrátil na Sofijskou univerzitu, kde vyučoval až do své smrti
Profesor Antonín Václav Šourek zemřel v Sofii 20. února 1926.

### Spisy
Šourek napsal bulharské učebnice rovinné trigonometrie, tělesové geometrie, analytické geometrie, sférické trigonometrie a deskriptivní geometrie. Publikoval své matematické přednášky o projektivní geometrii (1909), diferenciální geometrii (1911), analytické geometrii (1912, 1914) a deskriptivní geometrii (1914).
Jeho zřejmě nejvýznamnější překlady do bulharštiny jsou Geometrie pro vyšší třídy reálných gymnázií Aloise Strnada (bulharsky: Геометрия за висшите класове на реалните) a Algebra pro vyšší třídy středních škol (bulharsky: Алгебра за горните класове на гимназиалните училища) Emanuela Taftla.

### Význam
Antonín Václav Šourek je rovněž považován za zakladatel bulharské terminologie v deskriptivní geometrii. Díky své výborné znalosti bulharštiny a dalších jazyků (češtiny, němčiny, francouzštiny a italštiny), širokých znalostí syntaxe, úzké spolupráci s filology a dokonalé znalosti deskriptivní geometrie, byl schopen vyvinout velice úspěšný systém základních pojmů se širokými možnostmi dalšího vývoje. Díky jeho metodě a prestiži mezi členy bulharské komunity, je většina jím zavedených výrazů užívána beze změn či jen s malými modifikacemi dodnes.